# Önéletrajzi emlékezet
Az önéletrajzi memória egy olyan emlékezeti rendszer, amely saját életünk eseményeinek felidézésében segít. Ezek mind általános emlékeket, mind pedig szenzoros-perceptuális elemeket tartalmaznak. Gyakran utólagos feldolgozás során kapcsolódnak hozzá egyéb elemek is, más tudásformákból. Jellemzője még, hogy erősen hívóinger-érzékeny.
Önéletrajzi emlékeink előhívásához számos támpont áll rendelkezésünkre: az akkori időjárás vagy életünk nagy fordulópontjai. Ez magyarázatot adhat arra, hogy a gyakran előforduló események részleteire kevésbé emlékszünk.

## Kutatási eredmények
- Galton hívószavas eljárása (1883) volt az első olyan módszer, amely e terület kutatására szolgált.
- Később Linton (1975) végzett hasonló vizsgálatokat, melyből kiderül, hogy saját életünkre vonatkozó események megtartásához is fontos az újratanulás. A mindennapi ellenőrzések során, mikor elmesélünk egy velünk történt eseményt, ez meg is történik. Megfigyelte még, hogy a kevésbé kellemes eseményeket hajlamos gyorsabban elfelejteni.

- Wagenaar kísérlete során kevesebb emléket felejtett el, mint Linton, mivel részletesebb hívóingereket használt. A kísérlet során a „mikor” hívóinger bizonyult a legkevésbé hatékonynak. Megfelelő hívóingerekkel azonban, az elfelejtett emlékeket is képes volt felidézni. Ebben az egyes eseményekben szerepet játszó személyektől kapott új információk segítették. Ez felveti azt a kérdést, hogy van-e egyáltalán olyan emlékünk, amit teljesen elfelejtünk. Eredményeiből kiderült még az is, hogy egy szokatlan esemény, amely még erős érzelmeket is kivált, az idő múlásával is megtartja emlékezeti előnyét.

## Az önéletrajzi emlékek időbeli lokalizációja
Életünk különböző periódusaiból eltérő mértékben vagyunk képesek emlékek felidézésére. Élete első pár évéből szinte senki nem rendelkezik emlékekkel. Ezt hívjuk infantilis amnéziának (gyermekkori amnézia). 15 és 25 éves korából azonban mindenki jelentősen több emléket képes előhívni, mint más életperiódusából. Ezt hívják „reminiscence bump”-nak, amit magyarul emlékezeti kiugrásnak fordíthatnánk. A recencia hatás (szabad felidézés során a lista utolsó szavaira jobban emlékszünk) az önéletrajzi emlékek felidézésénél is megfigyelhető.

## Mérőeljárások

### Galton hívószavas eljárása (1883)
A legkorábban bevezetett módszer, ma is gyakran használják. A vizsgálatban először bemutatnak egy hívószót a vizsgálati személynek, majd ennek segítségével elő kell hívnia egy emléket. Ezután időben lokalizálnia kell és különböző jellemzők alapján skálázni.

### Önéletrajzi emlékezeti interjú
Ezen, a Kopelman, Wilson és Baddeley (1989) által kidolgozott eljárás során, a kísérleti személynek személyes információkat kell előhívniuk különböző életkori periódusaikból.
Például megkérik a kísérleti személyt arra, hogy idézze fel 3 gyermekkori tanárának nevét, majd ugyanebből az időszakból akkori lakásuk címét.

### Naplóvizsgálatok
Ezek a vizsgálatok kizárják azt a problémát, amelyet az emlékek hitelességének ellenőrzése vet fel.
Az egyik első ilyen kísérlet Linton (1975) nevéhez fűződik, aki saját magát használta kísérleti személynek. Mindennap felírt két eseményt és annak részleteit kis kártyákra. Később a részletek szolgáltak hívóingerként. A módszer hibái, hogy csak egy emberre támaszkodik és csak azokra az eseményekre korlátozódik, amiket ő érdemesnek tartott a lejegyzésre.
Brewer (1988) annyiban módosította az eljárást, hogy a kísérleti személyeknek diktafont adott, és bizonyos időközönként el kellett mondaniuk mit tesznek éppen, milyen fontos ez, és hogy milyen a hangulatuk éppen. Kísérlet arra hívta fel a figyelmet, hogy ha már egy emléket helyesen felidéztek, akkor annak háttérinformációi is biztosan helyesek.
Wagenaar egyszemélyes naplóvizsgálatában 6 éven keresztül jegyzett le napi két eseményt. Kis információrészletet használt hívóingerként és ez alapján próbált választ adni a ki, mi, hol és mikor kérdésekre.